# Nový parlament Andorry
Nový parlament Andorry (katalánsky Nou Parlament d'Andorra) nebo Nová generální rada (katalánsky Nou Consell General) je od roku 2011 sídlem Generální rady Andorry. Nachází se v Andoře la Vella, v blízkosti sídla vlády, a nahrazuje předchozí sídlo parlamentu, které se nacházelo v Casa de la Vall.
Řádná zasedání se konají v Novém parlamentu Andorry, speciální zasedání (ustavující zasedání nebo zasedání Sant Tomàs) se pak stále konají v Casa de la Vall.

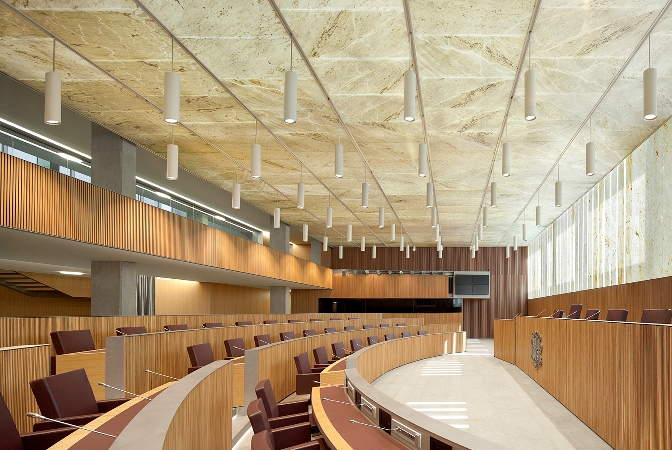
Nový parlament Andorry (interiér)

## Historie
V roce 1996, během prvního ústavního období, byla vytvořena komise, která měla navrhnout nové sídlo Generální rady Andorry, která v té době sídlila v nevyhovující v Casa de la Vall. Nový parlament byl dokončen roku 2011 a o tři roky později jej slavnostně otevřela spoluknížata Andorry.